# 长街 (芜湖)
长街，是中国安徽省芜湖市历史上的一条著名街道，位于市中心的镜湖区，介于中二街和沿江路之间，东起鱼市街，西至中江塔，长1783米。号称十里长街。

## 历史
芜湖长街的历史最早可追溯到宋代开始建筑芜湖县城墙之时，而成型于明朝中叶。在宋城毁于战乱后，到明朝万历三年（1575年）重建县城，城墙的范围有所收缩，原西门大街被截断为城内的西内街和城外的长街两部分。太平府知府钱立曾“画长街于（弼赋门）城外”。由弼赋门（西门）向西，街道沿着青弋江延伸，一直到江口的中江塔（宝塔根），实测长1440米，连同西门内的西内街（鱼市街）343米，合计实测1783米，合3.65里，东接薪市街，号称“十里长街”。由于这条街拥有青弋江和长江水运之便，迅速成为繁荣的商业区。“百货咸集，殷实商铺，尽萃于此。”“阛阓之盛，甲于江左，城中外市廛鳞次，百物翔集”，“市声若潮，至夜不休”路面采用青灰色的条石长短条纵横镶砌，整齐美观。沿线有徽州码头、寺码头等众多码头，两侧则有众多支巷。
咸丰年间，芜湖城市毁于湘军与太平天国之争夺战，长街沦为废墟。光绪三年（1877年）芜湖开设通商口岸后，西门外紧邻青弋江边的长街商业区迅速恢复起来，清光绪八年（1882年），李鸿章奏请将米市从镇江迁来芜湖，因而长街的市面比起旧时更趋繁盛，出现一批百年老店老字号。永春药店、胡开文墨庄、张恒春国药店、顾顺兴酱园。李鸿章家族先后来芜湖定居，大量投资房地产，兴建房屋，开辟新街道，包括二街、大马路（中山路），以及二马路（今新芜路），在长街也有大量店房属于“李府”修建。这些新式马路在抗战以后逐渐取代长街，成为全市最繁华的商业区。
晚清时，芜湖警察厅为便于编制户口，将长街自东而西分为上、中、下三段，东段自西门口至状元坊称为“上长街”，自状元坊至宁渊观（中山路）称为“中长街”，自宁渊观至宝塔根脚（寺码头）称为“下长街”。。
1950年代以后，长街市场日渐衰落，于1964年关闭。沿街门面多改为住宅，或小型生产企业。1966年文化大革命期间，改名为“灭资街”，1977年恢复旧名。
1979年改革开放以后，长街商业逐渐恢复。1985年，市政府仿效武汉汉正街，鼓励重新恢复长街市场。到1990年代，长街已成为皖南的小商品批发中心，经营者大多为来自浙江的商人。1992年，市政府新建长街小商品批发市场，将室外摊点移入室内，集中经营。1993年，市政府规划改造旧城，长街首先拆迁改造，将传统街区全部拆除，改为统一式样的商品楼。此后，长街失去原有的历史风貌，老字号店铺和文化古迹大量遭破坏，甚至芜湖张恒春药号、中长街20号芜湖科学图书社等均遭拆除。2005年，镜湖区政府又对长街道路进行改造整治，解决道路宽窄不一，以及占道经营的问题。路面拓宽后，路幅中间保留3.2米宽的石板路面。。改造和拆除后，长街已不复从前热闹的景象，下长街则完全消失。